# ライフサポート・エガワ
株式会社ライフサポート・エガワ（らいふさぽーとえがわ、英:LIFE SUPPORT EGAWA CO.,LTD.）は、東京都足立区入谷に事業本部を置く中堅物流事業者である。

## 概要
1962年（昭和37年）5月7日に創業者江川博が東京都北区滝野川に有限会社江川運送店として設立。当時は東京都千代田区外神田に事務所を設置し、神田青果市場で取次業務を行っていた。
その後、会社名を「有限会社江川運送」「江川運送株式会社」を経て、2000年に現在の「株式会社ライフサポート・エガワ」となった。
2003年（平成15年）に創業者の江川博が急逝。次男の江川哲生が代表権を引き継ぎ、2006年（平成18年）より代表取締役社長に就任し現在に至る。
主力の事業は菓子・加工食品、飲料の共同配送、大手コンビニエンスストアの調達物流や、大手菓子・飲料メーカーの物流を3PLの形態で受託している。関東地方から東日本各地に拠点を設置し、関東地区はライフサポート・エガワ（東京）、東北6県はライフサポート・エガワ東北が担当している。

## 沿革
- 1960年（昭和35年）12月 - 江川博が個人商店として事業を始める
- 1962年（昭和37年）5月7日 - 有限会社江川運送店（資本金100万円）として会社設立 保有車両5台
- 1964年（昭和39年）8月
  - 社名を有限会社江川運送へ変更
  - 本店所在地を東京都北区滝野川から東京都千代田区神田田代町20番地（現在の千代田区外神田）へ変更
  - 資本金を300万円に増資
- 1965年（昭和40年） 社名を江川運送株式会社へ変更 保有車両35台
  - 8月 - 一般区域運送業免許取得
  - 12月 - 埼玉県川口市に川口支店を開設、合わせて認証整備工場を設置
- 1966年（昭和41年）10月 - 資本金を400万円に増資
- 1968年 （昭和43年）
  - 3月 - 資本金を700万円に増資
  - 5月 - 倉庫部門に進出（1号倉庫誕生）、川口市に社宅完成
  - 8月 - 社員持株制度を導入 資本金を1000万円に増資
- 1969年 （昭和44年）10月 - 資本金を1200万円に増資
- 1971年（昭和46年）資本金を1600万円に増資
  - 7月 - 路線集配業へ進出
- 1972年（昭和47年）
  - 8月 - 足立区鹿浜に本社機構を移転
  - 11月 - 資本金を2000万円に増資
- 1974年（昭和49年）資本金を4500万円に増資
- 1977年（昭和52年）
  - 1月 - 仙台支店を開設
  - 10月 - 東京都足立区に路線ターミナルを開設、物流事業本部を移転
- 1981年（昭和56年）資本金を9000万円に増資
- 1986年（昭和61年）2月 - 仙台支店を別法人「仙台江川運送株式会社」とする
- 1989年（平成元年）10月 - 茨城センター開設
- 1990年（平成2年）10月 - 朝霞センター開設
- 1992年（平成4年）4月 - 千葉センター、栃木センター開設
- 1993年（平成5年）4月 - 群馬センター開設
- 1994年（平成6年）3月 - 朝日物流センター開設
- 2000年（平成12年）
  - 1月 - 株式会社ライフサポート・エガワに社名変更
  - 9月 - 名古屋センター開設
- 2006年（平成18年） 11月 - 共配センター拡張
- 2007年（平成19年）7月 - 船橋西浦事業所開設
- 2009年（平成21年）11月 - 近江事業所開設
- 2011年（平成23年）7月 - 戸田センター開設
- 2012年（平成24年）
  - 5月 - 八戸センター開設
  - 11月 - 秋田センター開設
  - 12月 - 青森センター開設
- 2014年（平成26年）
  - 8月 - エガワアカデミー開設

## 事業所
- 本社・事業本部 （東京都足立区）
- 共配センター （東京都足立区）
- 引越センター （東京都足立区）
- 川崎水江センター （神奈川県川崎市川崎区）
- 千葉センター （千葉県八街市）
- 神奈川センター （神奈川県厚木市）
- 茨城センター（茨城県かすみがうら市）
- 群馬センター（群馬県高崎市）
- 栃木センター（栃木県宇都宮市）
- 戸田センター（埼玉県戸田市）
- 名古屋センター（愛知県一宮市）
- 大阪センター（京都府八幡市）
- 仙台支店（宮城県仙台市宮城野区）
- 福島支店（福島県本宮市）
- 盛岡支店（岩手県紫波郡）
- 秋田支店（秋田県秋田市）
- 八戸支店（青森県八戸市）
- 青森支店（青森県青森市）
- 日光事業所（栃木県日光市）
- 川口流通加工センター（埼玉県川口市）
- 所沢事業所（埼玉県所沢市）
- 宇都宮事業所（栃木県上三川町）
- 藤岡事業所（群馬県藤岡市）
- 大宮事業所（埼玉県さいたま市）
- 久喜事業所（埼玉県南埼玉郡）
- 近江八幡事業所（滋賀県近江八幡市）

## 関連会社
- ライフサポート・エガワホールディングス
- ライフサポート・エガワ東北
- クリエイト江川
- エルエスファクトリー